# Шай Маймон
Шай Маймон (івр. שי מימון, нар. 18 березня 1986, Хайфа) — ізраїльський футболіст, захисник клубу «Ашдод».
Виступав, зокрема, за «Маккабі» (Хайфу), у складі якої двічі ставав чемпіоном країни та володарем Кубка Тото, а також національну збірну Ізраїлю, в якій провів два матчі.

## Клубна кар'єра
Народився 18 березня 1986 року в місті Хайфа. Вихованець футбольної школи клубу Бейтар-Тубрук з Нетанії.
У дорослому футболі дебютував 2005 року виступами за «Маккабі» (Хайфа), в з якою в першому ж сезоні 2005/06 став чемпіоном країни та володарем Кубка Тото, проте взяв участь лише у 2 матчах чемпіонату. Тому у сезоні 2006/07 виступав на правах оренди в «Маккабі» (Герцлія).
Влітку 2007 року повернувся в «Маккабі» (Хайфа), але за півтора сезону відіграв лише 23 матчі в чемпіонаті і на початку 2009 року знову змушений був йти в оренду, виступаючи до кінця сезону за «Ашдод». Влітку 2009 року знову повернувся в «Маккабі» (Хайфа) і у сезоні 2010/11 допоміг команді виграти чемпіонат.
Влітку 2011 року підписав контракт з «Маккабі» (Петах-Тіква), але в першому ж сезоні команда зайняла останнє місце в чемпіонаті і вилетіла з вищого дивізіону. Після цього контракт з гравцем було розірвано і півроку Маймон був вільним агентом.
На початку 2013 року підписав контракт з «Ашдодом». Наразі встиг відіграти за ашдодську команду 7 матчів у національному чемпіонаті.

## Виступи за збірні
Протягом 2006–2007 років залучався до складу молодіжної збірної Ізраїлю. В червні 2007 року був у заявці на молодіжному Євро в Нідерландах, де зіграв в одному матчі проти господарів турніру. Всього на молодіжному рівні зіграв у 20 офіційних матчах.
У травні 2010 року провів два виїзні товариські матчі у складі національної збірної Ізраїлю — проти збірної Уругваю (4:1) та Чилі (3:0). Після цього до складу головної команди країни не викликався.

## Досягнення
- Чемпіон Ізраїлю (2): 2006, 2011
- Володар Кубка Тото (Кубок Ізраїльської ліги) (2): 2006, 2008